# Komitet do Walki z Bolszewizmem
Komitet do Walki z Bolszewizmem (ros. Комитет по борьбе с большевизмом) – kolaboracyjna względem III Rzeszy organizacja antysowiecka w okupowanym Pskowie podczas II wojny światowej
Komitet został utworzony pod koniec 1941 r. w okupowanym Pskowie przy zarządzie miejskim. Faktycznymi inicjatorami jego powstania byli Niemcy. Na czele Komitetu stanął burmistrz Wasilij M. Czeriepienkin. Pozostałymi członkami byli Bieriezkij, szef oddziału finansowego, Bogoliebow, szef oddziału oświaty ludowej i Iwanow, szef oddziału handlowego zarządu miejskiego. Do zadań organizacji należało prowadzenie walki z bolszewizmem za pomocą środków propagandowych i wspieranie Rosyjskiej Armii Wyzwoleńczej (ROA). Komitet był w rzeczywistości popdporządkowany Oddziałowi Propagandy "Północ" 16 Armii Grupy Armii "Północ". Komitet nie rozwinął szerszej działalności, pozostając do wyzwolenia Pskowa przez Armię Czerwoną 23 lipca 1944 r. tworem raczej fikcyjnym.